# Françoise Cactus
Françoise Cactus (née Françoise Vanhove le 5 mai 1958 à Sens et morte le 17 février 2021 à Berlin) est une romancière, artiste, chanteuse et multi-instrumentiste principalement connue pour être la cofondatrice du groupe Stereo Total.

## Biographie
Françoise Cactus passe son enfance à Villeneuve-l’Archevêque en Bourgogne, elle étudie à Besançon et à Paris. En 1985, en Norvège, elle rencontre un Berlinois, et peu de temps après elle s'installe à Berlin où elle fonde en 1986 avec le Français Coco Neubauer (surnommé Marquis de Coco Nut) le groupe "Les Lolitas" qui enregistrent six albums pour deux Labels Allemands ("What's so funny about", "Vielklang") et le label français New Rose Records. Ils enregistrent deux albums aux Etats Unis, en 1988 "Fusée d'amour" à Memphis, Tennesse produit par Alex Chilton  et en 1990 "Bouche baiser" à New York produit par le guitariste britannique Chris Spedding. Les Lolitas sont un des rares groupes occidentaux à avoir joué des concerts officiellement non autorisés à Berlin-Est pendant les dernières années du régime communiste. En 1993 elle fonde le groupe Stereo Total avec Brezel Göring, son compagnon.
Françoise Cactus a écrit plusieurs romans et a contribué à des journaux allemands tels que Die Tageszeitung.
Le duo Stereo Total, relativement peu connu en France, publie néanmoins 16 albums en 26 ans de carrière et participe également au  denier album de Jacno (sur le titre Mars rendez-vous)..
Françoise Cactus meurt le 17 février 2021 chez elle à Berlin des suites d'un cancer du sein,.

## Pièces radiophoniques
- 2012: Bruno Schönlank, John Birke, Oliver Augst: Stadt der tausend Feuer. Participation en tant que narratrice et chanteuse; HR/SWR.
- 2014: Oliver Augst, John Birke: Alle Toten 1914. Participation en tant que narratrice et chanteuse; DLF Kultur, RBB, HR, Volksbühne Berlin.
- 2018: Oliver Augst: Kurt Weill jagt Fantômas, comédie musicale avec des chansons de Kurt Weill. Komposition: Alexandre Bellenger. Auteur du texte scénique (avec Brezel Göring); RBB/Radio France Culture.
- 2020: Oliver Augst, Brezel Göring, Françoise Cactus: Lou Reed in Offenbach.